# Сичужок

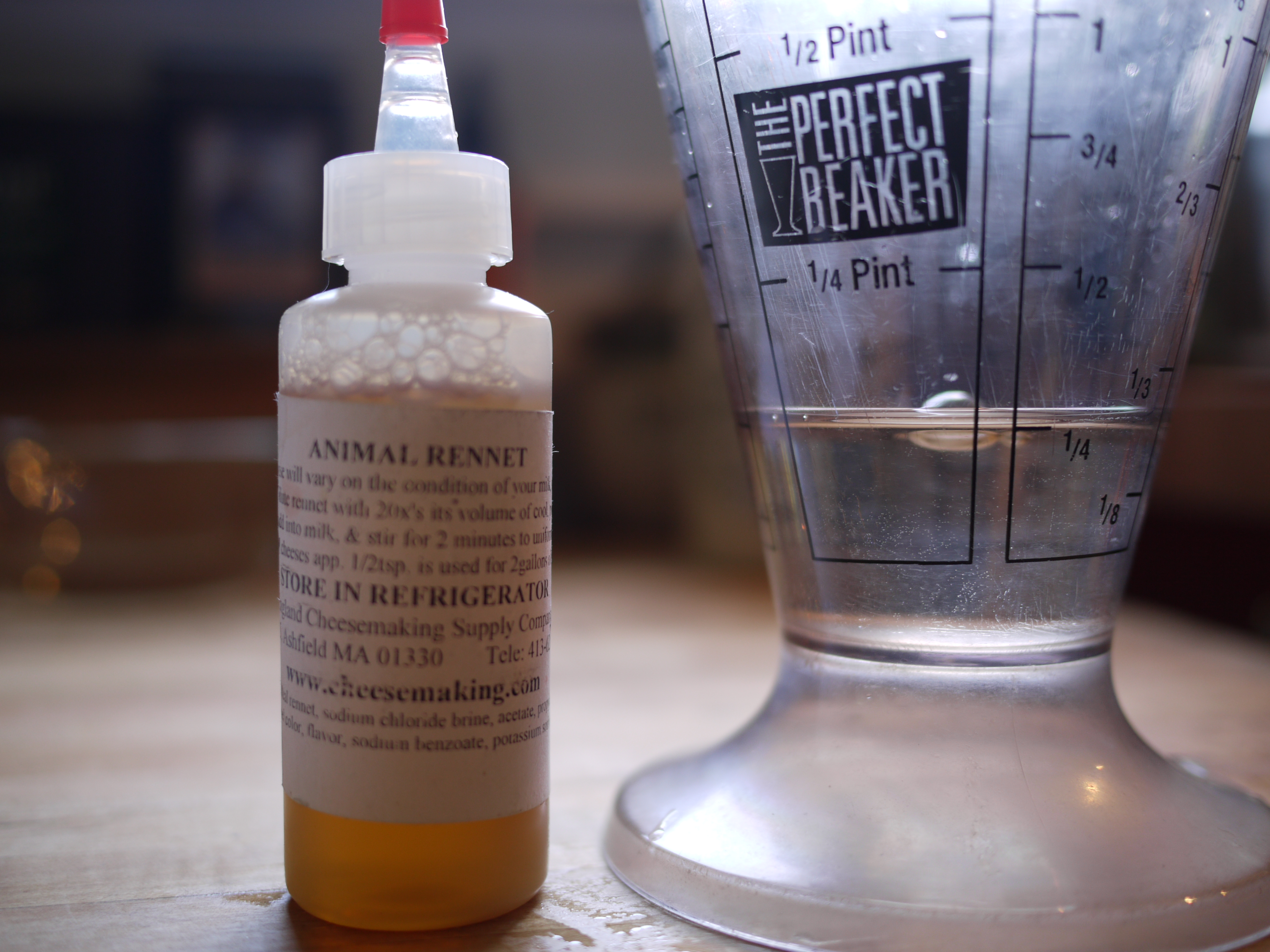
Тваринний сичужок для Виробництво чеддера

Сичужок — комплексний набір ферментів, що продукується в шлунках жуйних ссавців. Основним компонентом сичужка є хімозин, протеазний фермент, що осаджує казеїн у молоці. Це сприяє травленню материнського молока в ссавців. Сичужок також може використовуватись для розділення молока на тверду сирну масу при виробництві сиру та рідкої сироватки. Окрім хімозину сичужок містить інші важливі ферменти, як-от пепсин і ліпазу.
Сичужок використовують у виробництві більшості сирів. Для його одержання необхідно здобути доступ до травної системи ссавця. Також існують альтернативні сичужки нетваринного походження.